# ソラモヨウ
『ソラモヨウ』は藤井フミヤ5枚目のオリジナル・アルバム。1998年10月1日にソニー・ミュージックアソシエイテッドレコーズからリリースされた。

## 概要
F-BLOODの活動を経て前作『PURE RED』から1年3ヶ月ぶり、レコード会社移籍第1弾のオリジナル・アルバム。

## 収録曲
全作詞：藤井フミヤ（特記以外），作曲・編曲：有賀啓雄（特記以外）
1. 三日月（5:01）
作詞：藤井フミヤ・水政創史郎　作曲：水政創史郎
2. わらの犬（4:51）
作詞・作曲：水政創史郎
14thシングル。TBS系ドラマ『ラブとエロス』主題歌。
3. WHITE BABE（3:49）
4. 恋人は地球人（4:35）
作詞：藤井フミヤ・水政創史郎　作曲：藤井フミヤ
5. 映画みたいに（4:09）
作曲：藤井フミヤ
6. 透明なバタフライ（5:22）
作曲：久保田洋司
7. 青春の道（4:36）
作曲：増本直樹
8. ロリータ（5:12）
作詞：藤井フミヤ・水政創史郎　作曲：佐橋佳幸
9. 何もない部屋（5:04）
10. 氷の箱（4:13）
11. BIRD（4:48）
作曲：藤井フミヤ
「わらの犬」カップリング曲。